# Nicolas Pohler
Nicolas „Nici” Pohler (ur. 21 września 1995 w Monachium) – niemiecki kierowca wyścigowy.

## Życiorys

### ADAC Formel Masters
Pohler rozpoczął karierę w jednomiejscowych samochodach wyścigowych w 2012 roku od startów w ADAC Formel Masters. Z dorobkiem sześciu punktów został sklasyfikowany na osiemnastym miejscu w końcowej klasyfikacji kierowców. 

### Formuła 3
W sezonie 2013 Niemiec dołączył do stawki European F3 Open. Uzbierał łącznie trzy punkty, które uplasowały go na 26 pozycji w klasyfikacji generalnej. W klasie mistrzowskiej był ósmy. Rok później zmienił zespół na brytyjski Team West-Tec. Wystartował łącznie w czternastu wyścigach, w ciągu których uzbierał 38 punktów. Został sklasyfikowany na dwunastym miejscu.

## Wyniki

### Podsumowanie
| Sezon | Seria                                         | Zespół                  | Wyścigi | Zwycięstwa | PP | NO | Podium | Punkty | Pozycja |
| ----- | --------------------------------------------- | ----------------------- | ------- | ---------- | -- | -- | ------ | ------ | ------- |
| 2012  | Austriacka Formuła 1600                       | KUS-Gewinnus Motorsport | 2       | 2          |    |    | 2      | 0      | NS†     |
| 2012  | ADAC Formel Masters                           | Team KUG Motorsport     | 23      | 0          | 0  | 0  | 0      | 6      | 18      |
| 2013  | European F3 Open (edycja zimowa) - Copa       | DAV Racing              | 2       | 0          | 0  | 0  | 0      | 0      | NS      |
| 2013  | European F3 Open                              | DAV Racing              | 16      | 0          | 0  | 0  | 0      | 3      | 26      |
| 2013  | European F3 Open (klasa mistrzowska)          | DAV Racing              | 12      | 0          | 0  | 0  | 3      | 24     | 8       |
| 2014  | Euroformula Open Championship (edycja zimowa) | Team West-Tec           | 1       | 0          | 0  | 0  | 0      | 0      | NS      |
| 2014  | Euroformula Open Championship                 | Team West-Tec           | 14      | 0          | 0  | 0  | 0      | 38     | 12      |
| 2015  | Europejska Formuła 3                          | Double R Racing         | 28      | 0          | 0  | 0  | 0      | 0      | 32      |
| 2016  | Blancpain GT Series Sprint Cup - Overall      | GRT Grasser Racing Team | 10      | 0          | 0  | 0  | 1      | 16     | 17      |
| 2016  | ADAC GT Masters                               | GRT Grasser Racing Team | 4       | 0          | 0  | 0  | 0      | 0      | NS      |

† – Pochler nie był wliczany do klasyfikacji